# Yamasatihiko
Yamasatihiko (山幸彦, 山佐知毘古) também conhecido como Hoori (火遠理命) ou ainda Amatsuhikohikohohodemi (天津日高日子穂穂手見命) é um personagem da mitologia japonesa. Yamasatihiko é filho de Ninigi com Sakuya Bime, irmão de Umisatihiko